# Hergenrath

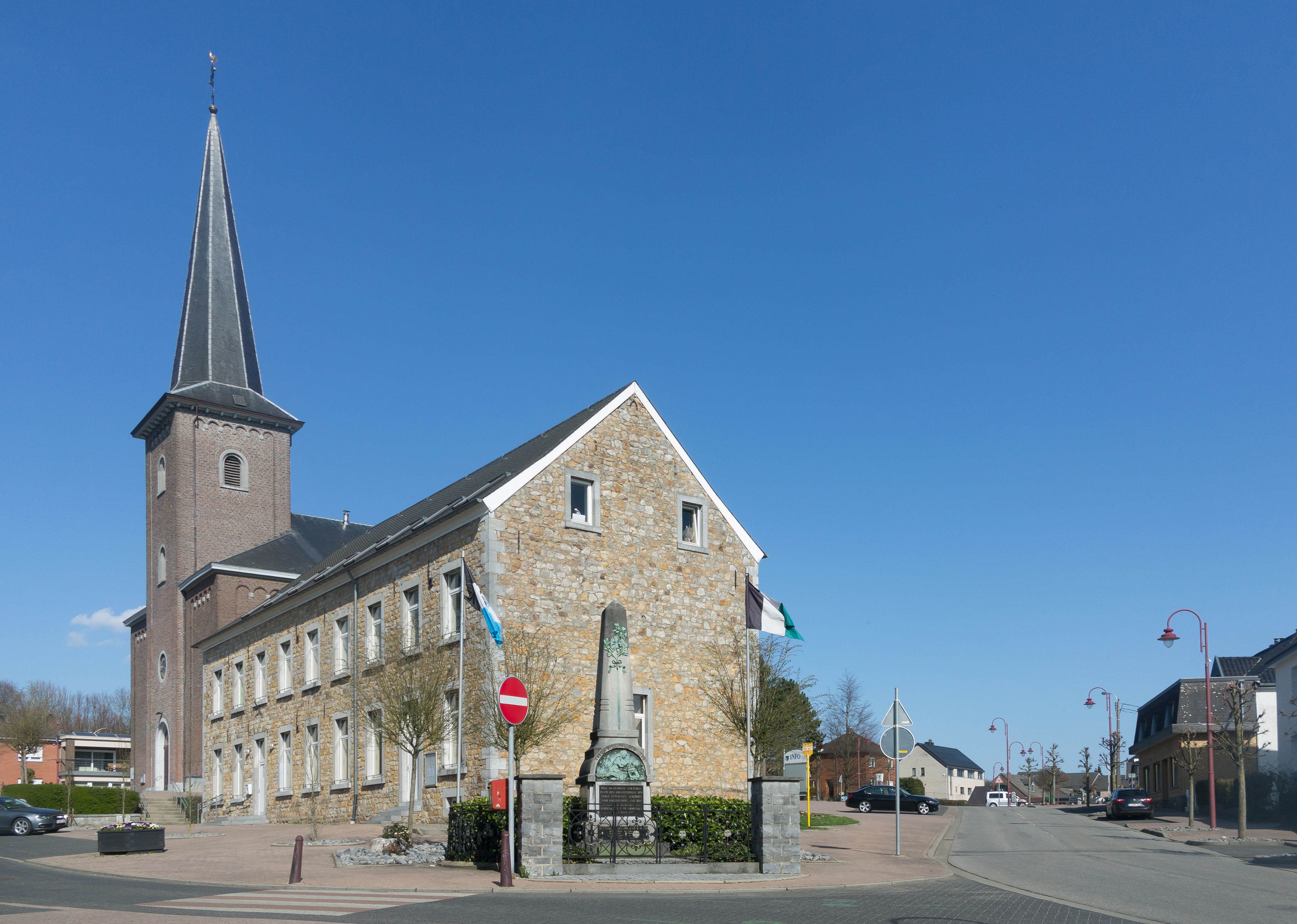
l'église Saint-Martin, Hergenrath

Hergenrath est une section de la commune belge de La Calamine située en Communauté germanophone et en Région wallonne dans la province de Liège. C'était une commune à part entière avant la fusion des communes de 1977.

## Évolution démographique
- Sources : INS, Rem. : 1930 jusqu'en 1970 = recensements, 1976 = nombre d'habitants au 31 décembre.

## Histoire
Des traces d’occupation humaine datant de l’âge de pierre ont été mises au jour par des sondages archéologiques sur le territoire d’Hergenrath ; par contre, aucun vestige des époques celtique et romaine ne semble y avoir subsisté, bien qu’une route romaine ait traversé son territoire. Le village est mentionné pour la première fois en 1280 sous le nom de « Heyenroth ». Juridiquement et administrativement, il dépend du Ban de Walhorn, une division du Duché de Limbourg, qui, en 1288, est rattaché au Brabant (bataille de Worringen). 
Vers 1630, à l’époque espagnole, Hergenrath est élevé au rang de seigneurie ; celle-ci est attribuée aux barons de Dobbelstein, qui résident sur son territoire, au château d’Eyneburg (lui-même mentionné dès 1260). À la même époque, la population paie un lourd tribut à la guerre de Trente Ans, puis aux pillages qui accompagnent les campagnes militaires de Louis XIV. 
Après l’accalmie de l’époque autrichienne, le village est annexé au territoire français, en 1795, et joint au village voisin de Hauset sous le nom de « Mairie de Hergenraed et Hauset ». Deux ans plus tard, les quatorze citoyens bénéficiant du droit de vote élisent comme « agent municipal » (c’est-à-dire, maire de la commune) Louis Chabert, un Français propriétaire d’une ferme à Hergenrath. Au cours des années qui suivent, plusieurs habitants seront enrôlés dans les armées napoléoniennes. 
En 1814, le village, qui fait face à une épidémie de typhus, se voit forcer d’héberger une troupe de cosaques. À la suite du Congrès de Vienne, Hergenrath, comme une grande partie des autres communes de l’ex-duché de Limbourg, est englobé l’année suivante dans le royaume de Prusse. Le premier bourgmestre de l’époque prussienne est Gilles Joseph Schrynmecker ; à son décès, en 1823, c’est Arnold von Lasaulx qui est nommé à cette charge, qu’il cumule avec celle de bourgmestre de Moresnet-Prusse et de Moresnet-neutre. En 1850, Cornelius Hubert Mostet lui succède à Hergenrath jusqu’en 1887. 
La guerre franco-prussienne de 1870-71 soulève une vague d’enthousiasme patriotique dans la localité, et plusieurs habitants participent aux combats dans l’armée prussienne. Quatre d’entre eux y laisseront la vie. En 1884, une gare est érigée, suivie peu après d’un bureau de poste. Vers cette époque, une certaine activité industrielle se développe dans la commune (four à chaux, scieries, marbrerie). En 1892, la population dépasse pour la première fois le millier d’habitants. Trois bourgmestres dirigent encore la commune sous l’Empire allemand : Peter Joseph Kittel (1887-89), son fils Johann Peter Kittel (1889-1910), et Wilhelm Kyll (1910-1918). 
Le 3 août 1914, 3000 soldats du 7e corps d’armée allemand sont stationnés à Hergenrath ; même l’église est réquisitionnée. Le lendemain, les hommes se mettent en mouvement et franchissent la frontière belge. Les jours suivants, on perçoit depuis le village les canons de la bataille qui fait rage autour des forts de Liège. Plus de 80 villageois sont mobilisés dans les unités combattantes de l’armée du Kaiser ; 26 d’entre eux perdront la vie sur les champs de bataille.  
Après l’armistice de novembre 1918, le village, comme les communes avoisinantes des « Cantons de l’Est », est détaché de l’Allemagne en application de l’article 34 du traité de Versailles, et rattaché à la Belgique. Le bourgmestre Kyll ayant choisi de partir en Allemagne, le gouverneur Baltia nomme, dans un premier temps, le premier échevin Jakob Barth comme bourgmestre faisant fonction, puis désigne l’entrepreneur Leonard Laschet pour lui succéder, choix confirmé par une élection en 1922.
Le matin du 10 mai 1940, Hergenrath, commune frontalière, est en première ligne lors de l’invasion de la Belgique par les troupes nazies. De façon quelque peu téméraire, un officier allemand fait tout d’abord irruption en voiture dans la Banhofstrasse pour réquisitionner le bureau de poste ; il est abattu par les gendarmes belges. A 6 h 30, les soldats belges font sauter le Hammerbrücke ; neuf d’entre eux trouvent la mort dans cette entreprise. 
Dès 1940, les cantons de l’Est sont intégrés au IIIe Reich ; les habitants d’Hergenrath redeviennent allemands, et les hommes du village sont dès lors progressivement mobilisés, de gré ou de force, dans la Wehrmacht. L’Amtsbürgermeister Joseph Kriescher, un sympathisant du Heimattreue Front, est désigné pour administrer les communes de Moresnet et Hergenrath. Lors de son jugement par contumace par un tribunal de guerre en 1946, il lui sera notamment reproché d’avoir fait en sorte que les jeunes gens issus de familles connues pour leurs opinions pro-belges soient envoyés sur le front de l’Est. Au total, 65 soldats originaires d’Hergenrath périront sous l’uniforme allemand au cours du second conflit mondial. 
Le 12 septembre 1944, les premiers blindés de l’armée américaine pénètrent dans le village. Le 15 septembre, les libérateurs installent une administration communale civile belge provisoire. L’ancien bourgmestre Leonard Laschet est nommé à sa tête, mais renonce après quelques jours en raison de son grand âge (86 ans). L’état-major américain désigne alors Hubert Hackens comme bourgmestre intérimaire ; ce choix est confirmé par les autorités civiles de Verviers en décembre, puis  par la première élection de l’après-guerre en novembre 1946. Cette période, marquée par le retour des prisonniers de guerre et les dénonciations, est particulièrement difficile dans la région.
Hergenrath sera encore administré par deux autres bourgmestres, Richard Voss (1952-1964) et Hans Hamacher (1965-1976). En janvier 1977, à la suite de la fusion des communes, le village est rattaché à La Calamine.

## Événement
Hergenrath est renommé pour son corso fleuri du 3e dimanche d'août (années impaires) qui rassemble plus de 30 000 personnes et plus d'un million de dahlias.

## Patrimoine
- Le château d'Eyneburg. Donjon du XIVe siècle, corps de logis des XVe – XVIIe siècles, rénovations néo-gothiques en 1897-1900[11].

- L'église est dédiée à Saint Martin et date de 1846[12].
- Le Hammerbrücke, viaduc de la ligne 37 enjambant la Gueule. Première construction en 1843, reconstruction en 1948, nouvelle construction en 1999 pour adapter l'ouvrage d'art à la ligne à grande vitesse.